# Letalonosilke razreda Nimitz
Letalonosilka razreda Nimitz je razred desetih ameriških jedrskih superletalonosilk, ki je poimenovan po ameriškem admiralu iz Druge svetovne vojne Chesterju Williamu Nimitzu. Prva ladja razreda je tudi poimenovana po njem. Z izpodrivom čez 100 000 ton so največje vojne ladje kdajkoli zgrajene, okrog 30 000 ton več kot Bojna ladja Yamato, največja ladja iz 2. svetovne vojne. . Letalonosilke poganjajo jedrski reaktorji, ki omogočajo skoraj neomejen doseg in veliko potovalno hitrost čez 30 vozlov. Življenjska doba letalonosilk naj bi bila okrog 50 let, z menjanjem jedrskega goriva vsakih 20-25 let. Serijske številke letalonosilk so od CVN-68 do CVN-77. Črke CVN pomenijo naslednje: "C" je carrier (nosilka), "V" pomeni zrakoplove s fiksnimi krili, "N" pa (nuklearni) jedrski pogon.
Vseh 10 ladij je zgradila ladjedelnica Newport News Shipbuilding Company v  Virginiji. Prva ladja USS Nimitz CVN-68 je bila komisionirana leta 1975, zadnja  USS George H.W. Bush CVN-77 pa leta 2009.
Letalonosilke Nimitz so sodelovale v veliko ameriških konfliktih. 
Vzletna steza je nagnjena zato, da lahko letala vzletajo in pristajajo hkrati. Kljub 330 metrski dolžini ladje, letala vzletijo v samo okrog 100 metrih s pomočjo  katapulta za letala. Pri pristanku letalo s kljuko ujame zaviralno žico za hitro ustavljanje. Ta način se imenuje CATOBAR. Nimitz letalonosilke uporabljajo parni katapult za letala, novejše letalonosilke razreda Gerald R. Ford bodo imele električni katapult. Katapult omogoča delovanje več vrst letal, ne samo STOVL, ki se uporablja na majhnih letalonosilkah. 
Po upokojitvi letala F-14 Tomcat, je večino letal F/A-18E/F Super Hornets in F/A-18C Hornets. 
Letalonosilke poleg letal nimajo skoraj nobenega drugega ofenzivnega orožja. Imajo defenzivne protiletalske rakete in hitrostreljajoči top Gatling v CIWS za zadnjo linijo obrambe.
Po navadi letalonosilke deluje v t. i. Task Force skupini, kjer je vsaj ena jedrska podmornica, rušilec razreda Aegis in več drugih vojnih ladij.
Nekater letalonosilke razreda Nimitz bodo nasledile Letalonosilke razreda Gerald R. Ford. 

## Karakteristike
- Tip: jedrska letalonosilka
- Izpodriv: 101 600–106 300 ton, 100 000 do 104,600 dolgih ton
- Dolžina (skupno):332,8 m 1092 čevljev
- Dolžina (na nivoju vode): 317,0 m  1040 čevljev
- Širina (največja): 76,8 m 252 čevljev
- Širina (na nivoju vode): 40,8 m 134 čevljev
- Ugrez:  11,3 m; največ 12,5 m
- Pogon:2 × Westinghouse A4W jedrska reaktorja, 4 × parna turbina; 4 × propelerji
- Moč: 260 000 KM (194 MW) skupno
- Hitrost: 30+ vozlov (56+ km/h; 35+ mph)
- Doseg: praktično neomejen ; vsakih 20-25 let menjanje goriva v jedrskih reaktorjih
- Posadka:ladja: 3 200; letalci: 2 480; skupaj 5700
- Senzorji in radarji: AN/SPS-48E 3-D air search radar
- AN/SPS-49(V)5 2-D air search radar
- AN/SPQ-9B target acquisition radar
- AN/SPN-46 air traffic control radars
- AN/SPN-43C air traffic control radar
- AN/SPN-41 landing aid radars
- 4 × Mk 91 NSSM guidance systems
- 4 × Mk 95 radars
- Elektronsko bojevanje: SLQ-32A(V)4 Countermeasures suite; SLQ-25A Nixie torpedo *countermeasures
- Orožje:
- 16–24 × RIM-7 Sea Sparrow ali NATO Sea Sparrow protiletalske rakete
- 3 ali 4 × Phalanx CIWS (6-cevni Gatling top)
- RIM-116 Rolling Airframe Missiles
- Oklep: 2,5 in (64 mm) Kevlar over vital spaces

Število letal: 	85–90 letal in helikopterjev

## Letalonosilke razreda Nimitz
- USS Nimitz (CVN-68),
- USS Dwight D. Einsenhower (CVN-69),
- USS Carl Vinson (CVN-70),
- USS Theodore Roosevelt (CVN-71),
- USS Abraham Lincoln (CVN-72),
- USS George Washington (CVN-73),
- USS John C. Stennis (CVN-74),
- USS Harry S. Truman (CVN-75),
- USS Ronald Reagan (CVN-76),
- USS George H.W. Bush (CVN-77).